# Eurünomé
Eurünomé (Εὐρυνόμη): Ókeanosz és Téthüsz leánya, az ókeaniszok egyike.
Korai istenség, mitológiája megőrizte prehellén eredetét. Az ősidőkben a Mindenség istennője, Ophiónnal az Olümposzon uralkodott, de Kronosz elűzte őket, s a tengerbe költözött. Egyes történetek szerint táncával ő alkotta meg a kozmoszt.
A görög mitológiában Zeusz főisten (Métisz és Themisz utáni) harmadik felesége. Lányaik voltak a khariszok.
Ő volt az, aki Thetisszel együtt megmentette Héphaisztoszt (amikor Héra ledobta őt az Olümposzról), és kilenc évig gondozta.